# 闇夜に舞う青い鳥
「闇夜に舞う青い鳥」（よみよにまうあおいとり）は2019年9月4日に発売されたBREAKERZの20枚目のシングル。発売元はZAIN RECORDS。

## 収録曲

### 通常盤
ZACL-4051
1. 闇夜に舞う青い鳥（3:47）
  - 作詞：DAIGO / 作曲：AKIHIDE
2. 新しい世界へ 新しい時代へ -Single Version-（4:46）
  - 作詞、作曲：DAIGO
3. BROKEN（3:17）
  - 作詞：DAIGO / 作曲：SHINPEI
4. Milky Way（3:45）
  - 作詞、作曲：AKIHIDE

### 初回限定版A
ZACL-4049

#### CD
1. 闇夜に舞う青い鳥（3:47）
2. 新しい世界へ 新しい時代へ -Single Version-（4:46）
3. BROKEN（3:17）
4. Milky Way（3:45）

#### DVD
1. 闇夜に舞う青い鳥 (Music Clip)
2. 闇夜に舞う青い鳥 (Music Clip Off Shot)

- 出演：山本耕史

### 初回限定版B
ZACL-4050　フォトブックが付属。
1. 闇夜に舞う青い鳥（3:47）
2. 新しい世界へ 新しい時代へ -Single Version-（4:46）
3. BROKEN（3:17）
4. Milky Way（3:45）

## タイアップ
闇夜に舞う青い鳥
- テレビ東京系列「たけしのニッポンのミカタ!」エンディングテーマ